# Anders Oskar Stenkula
Anders Adolf Oskar Stenkula (ofta A.O. Stenkula), född 17 september 1841 i Farhults socken, Malmöhus län, död 1 augusti 1922 i Malmö Sankt Petri församling, Malmö, var en svensk skolman. Han var bror till Maria Stenkula.
Stenkula blev student vid Lunds universitet 1857, filosofie kandidat 1864 och filosofie doktor 1868 på avhandlingen Om skånska städernas författning vid medlet af 17:de århundradet. Han var adjunkt vid högre allmänna läroverket  i Malmö 1864–1874 och folkskoleinspektör där 1874–1909. Han var föreståndare för Malmö småskollärarinneseminarium 1880–1911. Han var också en av de tio instiftarna av Sällskapet Heimdall.
Stenkula var ledamot av Malmö stadsfullmäktige 1877–1884 och 1887–1906. Han författade en rad skrifter i pedagogiska ämnen. I Malmö har Stenkulaskolan uppkallats efter honom.